# Долгое (озеро, бассейн Шокши)
Долгое — пресноводное озеро на территории Винницкого сельского поселения Подпорожского района Ленинградской области.

## Общие сведения
Площадь озера — 0,7 км². Располагается на высоте 109,4 метров над уровнем моря.
Форма озера продолговатая: оно почти на два километра вытянуто с юго-запада на северо-восток. Берега каменисто-песчаные, местами заболоченные.
Через Долгое течёт река Шокша, вытекающая из Шокшозера и впадающая в реку Оять, левый приток Свири.
Населённые пункты и автодороги вблизи водоёма отсутствуют.
Код объекта в государственном водном реестре — 01040100811102000015739.